# Pratulinski mučenici
Pratulinski mučenici ili Vinko Levonjuk i dvanaest prijatelja mučenika su trinaest ukrajinskih grkokatolika koje su 24. siječnja 1874. ubili ruski vojnici zbog vjernosti crkvenom jedinstvu s rimskim papom.

## Povijest
Nakon potpisa konkordata crkvenog jedinstva iz 1596. (Brestske crkvene unije), ruski pravoslavni carevi nastojali su uništiti to jedinstvo. U siječnju 1874. ruski car Aleksandar II. potpisuje dekret kojim se ukida zadnja grkokatolička biskupija u Chelmu. Nakon što su ruski vojnici stigli 24. siječnja u selo Pratulin, kako bi zauzeli tamošnju grkokatoličku crkvu, 13 tamošnjih grkokatolika, su ih pokušali u tome spriječiti. 
Goloruki seljaci su kleknuli ispred crkve i počeli pjevati crkvene pjesme. Tada su ruski vojnici na njih otvorili paljbu. Nakon toga su ih pobili i zakopali u zajedničku jamu. Najmlađima je bilo 19, a najstarijem 50 godina. Tijela su im prenesena 1990. u pratulinsku župnu crkvu. 
Betaficirao ih je papa Ivan Pavao II. 6. listopada 1996. godine. Glavno svetište nalazi se u grkokatoličkoj crkvi svetog Nikite mučenika u Kostomłotyma.

## Mučenici
- Anicet Hryciuk
- Bartłomiej Osypiuk
- Łukasz Bojko
- Konstanty Bojko
- Konstanty Łukaszuk
- Onufry Wasyluk
- Daniel Karmasz
- Wincenty Lewoniuk
- Jan Andrzejuk
- Michał Wawryszuk
- Maksym Hawryluk
- Filip Geryluk
- Ignacy Frańczuk